# Sh2-14
Sh2-14 è un oggetto controverso situato nella costellazione dello Scorpione.
Essendo stato catalogato nel Catalogo Sharpless si dovrebbe trattare di una regione H II; secondo le indicazioni di questo catalogo, le sue dimensioni sarebbero pari a due minuti d'arco. Tuttavia, gli studi successivi volti a determinare la distanza delle nubi galattiche conosciute non sono riusciti a trovare, alle coordinate indicate da Sharpless, alcun oggetto; fra questi vi è lo studio condotto nel 1982 da Blitz e altri scienziati, in cui si riporta esplicitamente la mancata individuazione dell'oggetto, che risulterebbe di fatto inesistente a quelle coordinate. Il database SIMBAD, dal canto suo, riporta per questa nebulosa delle coordinate che sembrano non coincidere in alcun modo con quelle fornite da Sharpless, puntando invece alla nebulosa Sh2-23, situata a elevate latitudini galattiche in una regione diversa di cielo; sempre il SIMBAD riporta fra gli altri nomi di questa nebulosa LBN 13, le cui coordinate coincidono effettivamente con Sh2-23. Ulteriore confusione deriva dal fatto che il sito Galaxy Map, sebbene interpreti correttamente le coordinate fornite da Sharpless, colloca erroneamente l'oggetto nella costellazione del Lupo.